# 5番街-59丁目駅
5番街-59丁目駅（5ばんがい-59ちょうめえき、英: Fifth Avenue–59th Street）はニューヨーク市地下鉄のBMTブロードウェイ線の駅である。マンハッタンの5番街と59丁目の交差点近くのグランド・アーミー・プラザに地下にあり、N系統が終日、W系統が平日の終日、R系統が深夜を除いて終日停車している。

## 駅構造
| G          | 地上階                     | 出入口 |
| M          | 改札階                     | 改札口、駅員室、メトロカード/OMNY販売機 |
| P ホーム階 | 相対式ホーム、右側扉が開く | 相対式ホーム、右側扉が開く |
| P ホーム階 | 南行線                     | ← コニー・アイランド-スティルウェル・アベニュー駅ゆき（57丁目-7番街駅） ← ベイ・リッジ-95丁目駅ゆき（57丁目-7番街駅） ← 平日：ホワイトホール・ストリート駅ゆき（57丁目-7番街駅） |
| P ホーム階 | 北行線                     | → アストリア-ディトマース・ブールバード駅ゆき（レキシントン・アベニュー-59丁目駅）→ フォレスト・ヒルズ-71番街駅ゆき（レキシントン・アベニュー-59丁目駅）→                        |
| P ホーム階 | 相対式ホーム、右側扉が開く | |

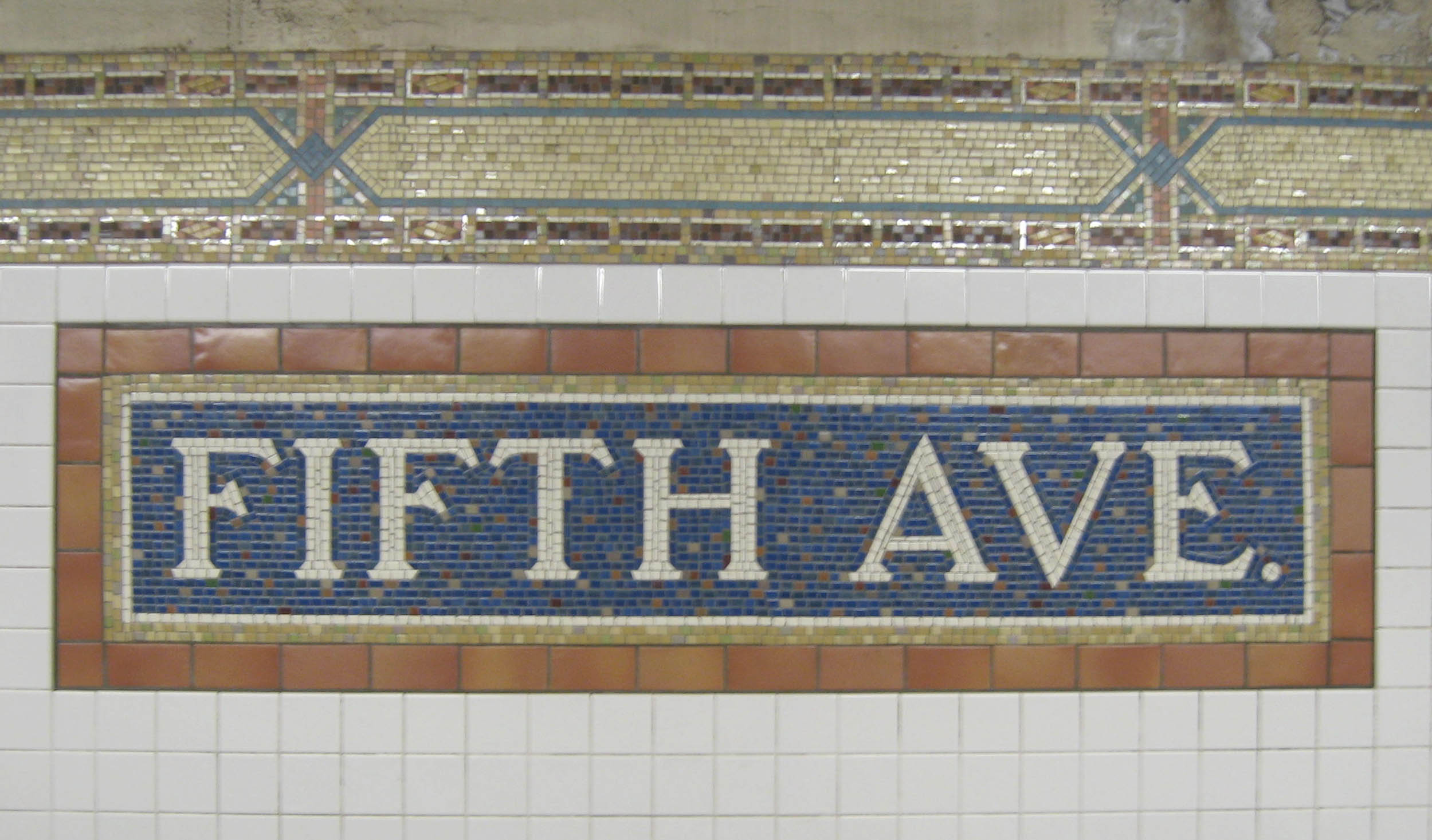
モザイクを用いた駅名標

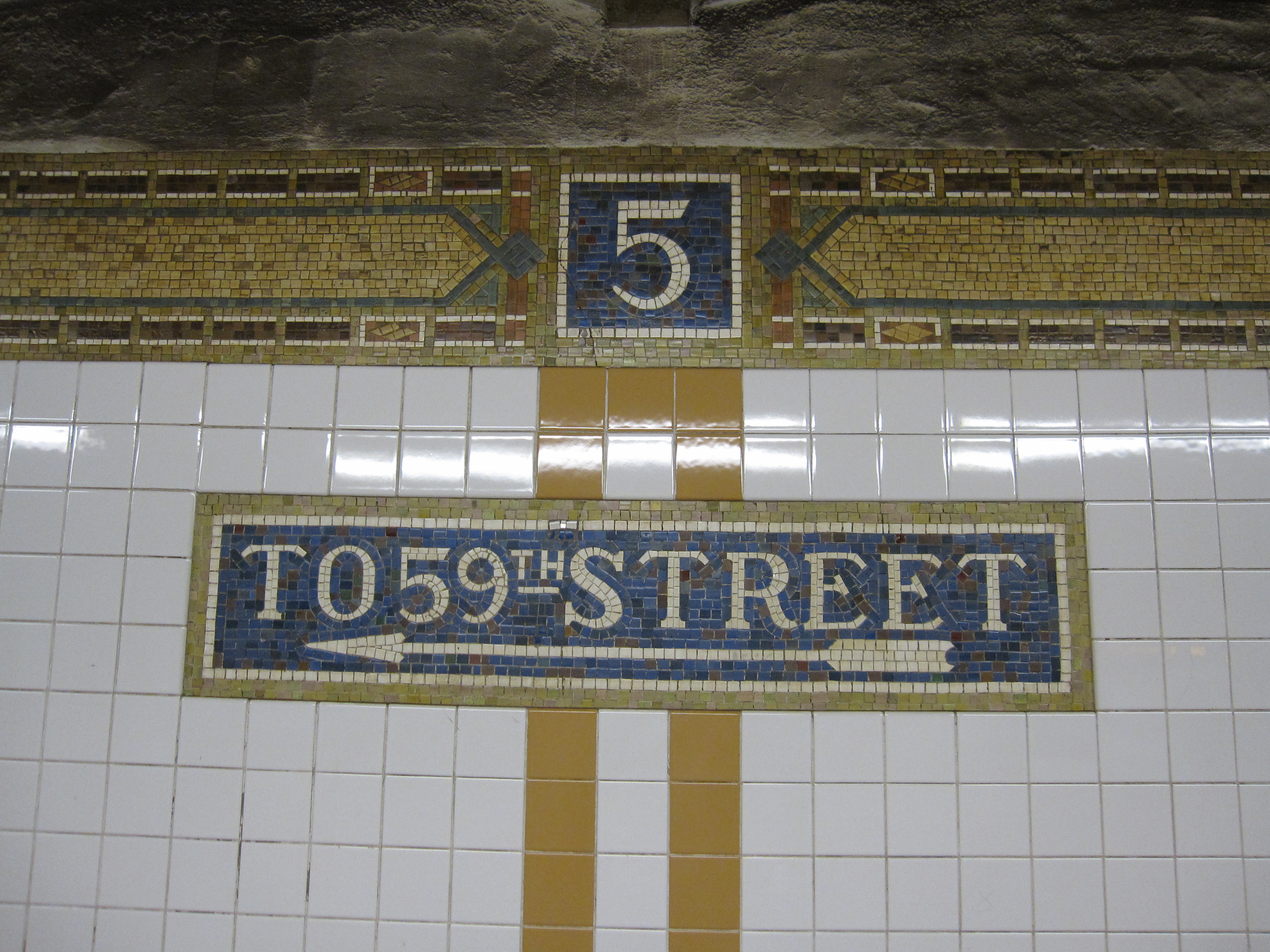
出口方向表記付きのモザイク看板

駅は2面2線で駅の西端と東端両方に改札階の通路がある。西側の出口にはBMTのモザイク、「QUEENS TRAINS」と「BROOKLYN TRAINS」が飾られている。それぞれの改札階からは各ホームへ1つずつ階段が伸びている。また、ホーム壁面にはモザイクで「5」と「Fifth Ave」と描かれた駅名標が掲げられており、周囲を囲んだ新しいタイルにより保存されている。
駅は1970年代後半に改築された。MTAは以前までの古いタイルや看板、白熱灯などを撤去し、1970年代 においてモダンであったタイルやモザイク駅名標、蛍光灯などに次々と取り換えたほか、ホームや階段の端を固定する工事も行われた。その後2002年に駅構造の大々的な見直しを行った。階段を修復し壁面・床面タイルを張り直し、駅照明やスピーカーも質の良い物に交換、新しい駅名標や点字ブロックなどの設置をした。
また、この駅にはアートワークがある。1997年にアン・シャウムブルクにより作られたガラスモザイクの壁画で、様々な種類の動物、特に近くにあるセントラル・パーク動物園の動物の家族を描いており、「アーバン・オアシス」と呼ばれている。

### 出口
終日開いている改札口は駅の北端にあり、そこから60丁目と5番街の交差点北西角のセントラル・パークへ1つ、交差点東の角へ2つの計3つの階段が通じている。また、プラザホテルの中心付近、セントラル・パーク南側に一部時間帯のみ開いている改札口があった。こちらも計3つの階段があり、1つはプラザホテル近くの建物の中に、もう2つはセントラル・パーク周辺に出ていたがこちらは2003年に閉鎖された。